# Browallia americana
Espèce
Synonymes
- Browallia americana f. alba Stehlé[1] [2]
- Browallia americana f. demissa (L.) Kuntze[2]
- Browallia americana f. elata (L.) Kuntze[2]
- Browallia cordata G.Don[1] [2]
- Browallia demissa L.[1] [2]
- Browallia dombeyana Dammer[2]
- Browallia elata L.[1] [2]
- Browallia elongata Kunth[2]
- Browallia exaltata E.Fourn.[2]
- Browallia grandiflora Graham[1]
- Browallia grandiflora Lindl.[2]
- Browallia lactea G.Don[1]
- Browallia melanotricha Brandegee[1]
- Browallia nervosa Miers[1]
- Browallia peduncularis Benth.[1]
- Browallia tenella Miers[1]
- Browallia viscosa Kunth[1]
- Nierembergia petunioides Dunal[1]

Browallia americana est une espèce de plantes de la famille des Solanaceae.